# Liv och vetande
Liv och vetande, populärvetenskaplig bokserie utgiven på 1980-talet av Bonnier. Serien består av 8 band och var en svensk översättning av den engelskspråkiga serien Life and science.
| Volym | Titel            | Författare                           | Utgivningsår |
| ----- | ---------------- | ------------------------------------ | ------------ |
| 1     | Jorden           | red. Dougal Dixon                    | 1988         |
| 2     | Fysiken          | red. Neil Ardley och Robert Matthews | 1988         |
| 3     | Kemin            | red. Martin Sherwood                 | 1988         |
| 4     | Djurvärlden      | red. Mike Janson och Joyce Pope      | 1988         |
| 5     | Djuret människan | Red. Ann Kramer                      | 1988         |
| 6     | Växtvärlden      | Red. Ruth Binney                     | 1988         |
| 7     | Livet            | Red. Joyce Pope                      | 1988         |
| 8     | Rymden           | red. Robin Kerrod                    | 1989         |